# 派恩艾兰森特
派恩艾兰森特（英語：Pine Island Center）是位於美國佛羅里達州李縣的一個人口普查指定地區。

## 地理
派恩艾兰森特的座標為26°37′59″N 82°07′19″W / 26.63306°N 82.12194°W，而該地最高點為海拔高度1米（即3英尺）。

## 人口
根據2010年美國人口普查的數據，派恩艾兰森特的面積為11.10平方千米，當中陸地面積為11.10平方千米，而水域面積為0.00平方千米。當地共有人口1721人，而人口密度為每平方千米155人。